# Alfonso Bataller
Pour les articles homonymes, voir Bataller et Vicent.
Juan Alfonso Bataller Vicent, né le 6 mars 1960 à Castellón de la Plana, est un homme politique espagnol membre du Parti populaire. Il est maire de Castellón de la Plana entre 2011 et 2015.

## Biographie

### Formation et parcours médical
En 1983, il obtient sa licence de médecine et chirurgie à l'université de Valence. Il se spécialise ensuite en anesthésie à l'hôpital La Fe, à Valence, puis il est muté à l'hôpital Gran Vía, à Castellón de la Plana.
Nommé directeur médical de l'établissement en 1995, il devient en 1996 membre du conseil des experts du département de la Santé de la Généralité valencienne. Après avoir réussi les concours de chef de section Anesthésie, il est choisi comme directeur général de l'hôpital Plana Baja, à Vila-real, en 2001.

### Une carrière dans la haute administration régionale
Il intègre la haute administration de la Généralité valencienne en 2003, quand il est désigné directeur général de l'Organisation, de l'Évaluation et de la Recherche sanitaires du département de la Santé. En 2004, il passe au poste de directeur général de l'Assistance sanitaire.
Enfin, après les élections régionales de 2007, il se voit promu sous-secrétaire de la Santé.

### Maire de Castellón de la Plana
Lors des élections municipales du 22 mai 2011, il figure en cinquième position sur la liste du PP conduite par le maire sortant de Castellón Alberto Fabra. Ce dernier ayant remporté un troisième mandat, il se voit nommé premier adjoint au maire.
Dès le 30 juillet suivant, et alors qu'il n'a presque aucune expérience en tant qu'élu local, Alfonso Bataller est élu maire de Castellón de la Plana en remplacement de Fabra, investi trois jours plus tôt président de la Généralité valencienne.